# أمن قومي (فلم 2003)
أمن قومي هو فيلم أكشن كوميدي صدر عام 2003 من إخراج دينيس دوجان، وبطولة مارتن لورانس وستيف زان. يشمل الطاقم الممثلين الداعمين بيل ديوك، وإريك روبرتس، كولم فيور، ومات مكوي.

## طاقم
- مارتن لورانس في دور إيرل مونتغمري
- ستيف زان في دور هانك رافيرتي
- كولم فيور في دور المحقق فرانك مكدوف
- بيل ديوك في دور الملازم واشنطن
- إريك روبرتس في دور ناش
- تيموثي بوسفيلد في دور تشارلي ريد
- روبين لي بدور دينيس
- مات مكوي في دور روبرت بارتون
- بريت كولين في دور هيستون
- ماري مورو بدور لولا
- ستيفن توبولوفسكي في دور بيلي نارتاكس
- مارجريت ترافولتا قاضية
- نويل جوجليمي في دور المحكوم اللاتيني
- جوناثان لوغران في دور شرطي ساخر
- ليزلي جونز بدور سائق الشاحنة (بريتني)
- هال فيشمان بنفسه
- مارتن كليببا في دور حارس الأمن .

## روابط خارجية
- National Security  في قاعدة بيانات الأفلام على الإنترنت (بالإنجليزية)